# Intercomprensión
La intercomprensión es la capacidad consciente o inconsciente que tienen los hablantes de distintas lenguas para entenderse entre sí. Tiene lugar en zonas fronterizas, intercambios comerciales, viajes y diversas situaciones donde personas de lenguas diferentes se encuentran.
Este fenómeno se ha producido desde hace siglos y se incrementó debido al uso de las tecnologías de la comunicación y de la información; esta amplificación de la intercomprensión generó el interés de investigadores para formalizar su estudio. Generalmente se da dentro de familias de lenguas como las nórdicas o las romances, que suelen ser fácilmente comprensibles entre sí como el portugués y el español, pero también puede darse, aunque raramente, entre dos lenguas de familias distintas.

## Introducción
Cuando los hablantes tienen cierto grado de intercomprensión, éstos pueden comunicarse usando cada uno una lengua diferente. Se puede considerar que no hay un diálogo propiamente dicho, como lo afirma F. J. Meissner:

Con el término de intercomprensión, se designa la capacidad de comprender una lengua extranjera sobre la base de otra lengua sin haberla aprendido.

Uno de los objetivos de la aplicación de la intercomprensión en la enseñanza de lenguas es que los hablantes no necesiten hablar otra lengua, sólo tienen que entenderla, hablando cada uno su lengua materna. Un ejemplo real se observa entre los hablantes de lenguas escandinavas o entre los de dialectos del alemán suizo. Una de las ventajas que tiene es que preserva la pluralidad lingüística ya que no obliga al hablante a tener que dejar de usar su lengua materna.
El contexto de globalización bajo el que se crean organizaciones plurilingües como la Unión Europea, ha impulsado este planteamiento entre pedagogos que trabajan con lenguas latinas. Aunque las fronteras se han eliminado dentro del territorio europeo, la fragmentación lingüística supone uno de los principales retos que afronta la Unión Europea para conseguir una mayor cohesión. No obstante, la propuesta de intercomprensión entre las lenguas latinas buscaría lograr que un hablante entendiese diversas lenguas tales como el español, el catalán, el gallego, el portugués, el italiano, el francés o el rumano con un esfuerzo mucho menor que el que se aplica para el aprendizaje integral de una lengua.

## Intercomprensión en tándem
La comunicación en tándem (utilización de dos lenguas entre dos interlocutores, cada uno hablando alternativamente la lengua del otro y la suya) ha sido practicada en muchas escuelas. Este tándem constituye en parte una intercomprensión ya que durante en tiempo de comunicación cada hablante escucha o lee al otro cuando se expresa en su propia lengua.

## Educación
La intercomprensión no ha sido introducida en las instituciones educativas. En pocos casos se ha explorado la cuestión a través de proyectos y casi nunca como una verdadera formación.
Los cuatro primeros métodos que nacieron en el año 2000 fueron: Galatea, EuRom4, EuroComRom (Les sept tamis), y Comprendre les langues romanes. Estos métodos se enfocan en el aprendizaje de la lectura simúltanea de diferentes lenguas latinas. basándose en textos, la similitud de esas lenguas y en un desarrollo de estrategias de comprensión, abordando el texto globalmente antes de entrar en detalles. Todos estos métodos surgieron de proyectos financiados por la Unión Europea.
En 2003, inició el funcionamiento de Galanet, una plataforma Internet, cuyo principio es poner en relación con distancia equipos de estudiantes de lenguas latinas para que produzcan, durante un semestre universitario, una publicación plurilingüe en común.